# Al-Latma
Al-Latma (arab. اللطمة) – wieś w Syrii, w muhafazie Hama. W 2004 roku liczyła 406 mieszkańców.